# Arachnothryx rosea
Arachnothryx rosea är en måreväxtart som beskrevs av Jean Jules Linden. Arachnothryx rosea ingår i släktet Arachnothryx och familjen måreväxter. Inga underarter finns listade i Catalogue of Life.